# 暴走曼哈頓
是一部2019年美國犯罪動作驚悚片，由布萊恩·寇克執導，亞當·梅爾維斯（Adam Mervis）和馬修·卡納漢共同撰寫劇本。主演陣容包括查德維克·博斯曼、席安娜·米勒、史帝芬·詹姆士、J·K·西蒙斯、史帝芬·詹姆士及泰勒·基奇。故事主要描述一名紐約市警局警探為了緝拿殺害員警的兇手而下令封鎖整座曼哈頓。
本片2019年11月22日在美國上映，外界口碑褒貶不一，票房表現也不佳。

## 劇情
安德烈·戴維斯的警察父親在他13歲時因公殉職，戴維斯成年後與父親一樣成為了纽约市警察局警探。戴維斯多年來因殺死數名罪犯而多次受到內務部調查，雖然他聲稱出於自衛，但仍對被貼上的標籤感到不舒服。
一天晚上，年輕的退役軍人麥可·特魯希略與雷·傑克森當起小賊，他們接受委託從布魯克林的一家酒館偷走三十公斤的古柯鹼，但是他們發現現場卻有著三百公斤毒品，與他們收到的情報不同，但是沒多久有4名紐約警局第85分局的警察到達時，雷和麥可在槍戰中開槍擊倒了他們，槍戰中包含後來支援的警察一共有七人死亡，另一個受傷的警察後來在醫院傷重不治。兩人帶著五十公斤的古柯鹼逃到曼哈頓後，麥可指責雷衝動殺死警察，加上雷犯了案還闖紅燈會大幅曝光他們行蹤的可能性，令彼此深陷危機之中。戴維斯被分配到案件中，和紐約警察局緝毒局緝毒部門的法蘭琪·伯恩斯組成搭檔辦案。戴維斯絲毫不差的推斷歹徒的犯案經過，並推斷兩人會在逃離紐約州前會先在曼哈頓脫手古柯鹼，聯邦調查局與此同時為了市長接管了案子，但是戴維斯取得了第85分局負責人麥肯納警監與聯邦調查局勉強的批准，將曼哈頓島海陸空全面封鎖至凌晨五點，超過時段仍不能將劫匪逮捕歸案將由FBI接管。
雷和麥可因為情報有誤要求聯絡人托里亞諾·布希帶他們去見買家霍克，霍克肆無忌憚的說出正是他設計兩人，然後給了兩人一百萬美元並安排兩人與洗錢大師艾迪會面，麥克順勢將布希的車給買下。戴維斯和伯恩斯透過調查車子查到布希身上，因為車子掛名是布希的前女友所以兩人讓對方認出了這兩人，另外有可靠的消息指出布希在一家夜店內，戴維斯下指示在他們未到之前全部必須待命，但是第85分局的布奇科和杜根警探抗命將布希槍殺，並狡辯是對方先拔槍他們迫不得已才自衛，戴維斯到場後對此情況產生懷疑。艾迪替麥可和雷安排好新的身份並讓兩人第二天早上啟程前往邁阿密，並保證會將他們的錢存進海外帳戶，但此時由凱利副隊長率領的紐約警察小組突然來到他的公寓並毫無警告的開槍，子彈剛好打中艾迪，艾迪死前將兩枚隨身碟及密碼交給了麥可，雷和麥可趁亂逃脫。
戴維斯與伯恩斯剛好碰上逃跑中的雷和麥可於是兩方發生槍戰，雷腹部中彈為了掩護麥可讓他先逃離，雷在誤殺一名平民後被戴維斯槍殺，而麥可則挾持伯恩斯與趕來的戴維斯對質，麥可將隨身碟以及搶案的可疑之處告訴戴維斯，因為一開始來到酒館的警察似乎不是來查案而凱利也不像是來拘捕雷和麥可的，說完就逃離現場。伯恩斯斥責戴維斯不射殺麥可反而讓他逃跑，這將有違戴維斯的名聲，但戴維斯聲稱只是想了解事情的真相。麥可來到酒店脅持一名住戶並用他的電腦打開了隨身碟，發現85分局大部分的警察參與了從酒館走私毒品並從中賺取利潤，自己和雷殺死的警察其實大多都是黑警。麥可偷取一件房客的衣服梳洗打扮逃離後還是被警察發現，但大多的警察即使在戴維斯指示不准開槍的情況下依然對麥可開槍，麥可為了自身性命將錢丟棄並在大街上與戴維斯展開追逐，直到兩人搭上一輛列車，戴維斯勸對方投降並保證保留他的性命，至少後半生在牢裡度過好比被警察亂槍擊斃，麥可也明白戴維斯也是所有的警察中唯一沒對他開槍的警察因此放下戒心，正當麥可投降時突然被同樣登上列車的伯恩斯射殺，他聲稱麥可仍用槍指著戴維斯為了救他才開槍，麥可死前偷偷將隨身碟和密碼交給了戴維斯。當警察祝賀戴維斯與伯恩斯破案時，戴維斯以手機沒電為由向伯恩斯借用手機，他在伯恩斯的手機發現他曾撥給凱利，在反恐部警探貝爾打電話給戴維斯時其實是要告知布希原本的下落，但是戴維斯的手機放在車上，貝爾這才打電話通知伯恩斯，但是她沒將訊息告知戴維斯反而偷打電話給凱利讓他去將艾迪滅口，因此認定凱利和伯恩斯也是黑警。
第二天早上，麥肯納回到家後發現戴維斯用槍指著他，戴維斯聲稱他已看過隨身碟的資料並指控包含麥肯納在內的第85分局警察其實是替毒販作掩護順便運毒，而艾迪也是為他們洗錢的對象，這也是為什麼大多警察要將布希、艾迪、雷和麥可滅口的原因。麥肯納解釋說85分局的警察們靠微薄的薪水掙扎求生，所以依靠販毒賺錢來改善警察的生活品質。戴維斯的父親也是因毒販而殉職因此拒絕與跟他們同流合汙，並在隨後發生的槍戰中殺死了到場的布奇科、杜根和凱利等黑警。麥肯納雖然身受重傷但依然拒絕投降後起身反抗，但被戴維斯槍決。伯恩斯從背後出現並用槍指著戴維斯，但在戴維斯透露已將隨身碟中的訊息公開，揭露了紐約所有腐敗的警察；育有一女的伯恩斯考慮到殺死戴維斯將被判處無期徒刑，最後選擇投降，讓戴維斯逮捕。
事後，戴維斯在夕陽下莊嚴地沿著曼哈頓大橋行駛，並隨身攜帶著麥可交給自己的隨身碟。

## 演員
- 查德維克·博斯曼飾演安德烈·戴維斯（Andre Davis）
- 席安娜·米勒飾演法蘭琪·伯恩斯（Frankie Burns）
- J·K·西蒙斯飾演麥肯納警監（Captain McKenna）
- 史帝芬·詹姆士（英语：Stephan James (actor)）飾演麥可·特魯希略（Michael Trujillo）
- 泰勒·基奇飾演雷·傑克森（Ray Jackson）
- 凱斯·大衛飾演副警長史賓塞（Deputy Chief Spencer）
- 亚历山大·希迪格飾演艾迪）
- 路易斯·坎瑟米飾演托里亞諾·布希（Toriano Bush）
- 維多莉亞·卡塔格納（英语：Victoria Cartagena）飾演尤蘭達·貝爾警佐（Sergeant Yolanda Bell）
- 蓋瑞·卡爾（英语：Gary Carr (actor)）飾演霍克·泰勒（Hawk Tyler）
- 莫洛克·奧馬里（英语：Morocco Omari）飾演安東·默特（Antoine Mott）
- 安德莱内·列诺斯（英语：Adriane Lenox）飾演沃妮塔·戴維斯（Vonetta Davis）

## 製作
2018年7月11日，據報導，查德維克·博斯曼將主演由羅素兄弟監製、布萊恩·寇克執導的動作驚悚片，發行商為STX娛樂。同年9月，J·K·西蒙斯、席安娜·米勒和泰勒·基奇加入演出。演員凱斯·大衛、莫洛克·奧馬里、史帝芬·詹姆士與潔咪·諾伊曼（Jamie Neumann）於2018年10月確認參演。米勒在博斯曼去世後透露，自己在本片未能從胜图娱乐那獲得要求的工資時，博斯曼將部分片酬捐給了她，令自己得到公平的報酬。
電影2018年9月24日開始在紐約市和費城進行主要拍攝。之後，片名改為。

## 發行
《暴走曼哈頓》由STX娛樂定於2019年11月22日在美國上映。美國映期原定於2019年7月12日。

## 外部連結
- 互联网电影数据库（IMDb）上《暴走曼哈頓》的资料（英文）